# 一柳亜矢子
一柳 亜矢子（いちやなぎ あやこ、1980年10月26日 - ）はNHKのアナウンサー。

## 略歴・人物
私立十文字高等学校、学習院女子大学国際文化交流学部卒業後、2003年入局。最初の赴任先は秋田。その後、仙台へ異動する。
仙台赴任後から若手スポーツアナウンサーとして活躍し、スポーツ関係の全国番組にも多く出演する一方、『お元気ですか日本列島』、仙台局の『てれまさむね』等、情報系番組への出演経歴もある。
2008年3月より、東京アナウンス室へ異動すると、翌4月より『ニュースウオッチ9』スポーツコーナーを3年間担当した。
書道五段の腕前を持ち、自らの筆を『資格☆はばたく 』にて披露している。
2011年暮れに、プロフェッショナルスポーツトレーナーと結婚することが明らかとなり、同年12月4日に結婚式と披露宴を執り行った。2013年に離婚していたことが、2014年明らかになった。
2017年7月の放送をもって、ごごナマを降板。関係者によると、最近3度目の結婚をし、妊娠したとのことで、今回の降板は出産に向けた準備とみられる。
好きな食べ物は鶏の唐揚げ。

## 担当番組
〇は、現在担当中

### 秋田放送局時代（2003年度 - 2004年度）
- ハートネットTV（ナレーション・2012年4月 - ）
- 列島縦断 鉄道12000キロの旅 〜最長片道切符でゆく42日〜
- 列島縦断 鉄道乗りつくしの旅〜JR20000km全線走破〜
- 探検ロマン世界遺産 新大陸 謎のピラミッド文明 メキシコ・テオティワカン（2005年4月28日）

### 仙台放送局時代（2005年度 - 2007年度）
- NHK杯国際フィギュアスケート
  - 長野大会 エキシビション（2006年12月17日）- 実況
  - 仙台大会
    - 女子シングルショートプログラム（2007年11月30日）- 競技終了後の選手インタビュー
    - エキシビション実況（同年12月2日）
- サンデースポーツ 與芝由三栄のキャスター代行（2006年9月3日・2007年8月26日）
- ニュースウオッチ9 スポーツコーナー代行（2007年12月など）
- てれまさむね（隔週）
- お元気ですか日本列島 ぐるっとニュース・東北（月・金、同上）
- なっトク!古今東北（不定期放送）
- ふれあい東北NHK

※このほか、番組ではないものの、地上波テレビ・中波・FM放送のコールサインのアナウンスを担当（転勤後も使用中）。

### 東京アナウンス室時代（2008年度 - 2014年度）
- まもなく開幕!北京オリンピック（2008年8月8日）
- 北京オリンピック中継 総合テレビ日中帯進行（2008年8月16日 - 8月22日）[5]
- スポーツ大陸 （不定期） - ナレーション
- ニュースウオッチ9（2008年3月31日 - 2011年4月2日） - スポーツコーナー担当
- 極める!「とよた真帆のネコ学」（2012年1月） - 語り
- 資格☆はばたく （2011年4月 - 2012年3月） - メインキャスター
- 小さな旅（2011年4月 - 2013年3月31日・春 を待つ浜辺 ～神奈川県 鎌倉市～ 回まで） - 旅人
- 首都圏ネットワーク（2013年8月19日 - 23日、片山千恵子のキャスター代行）
- NHK BSニュース（BSプレミアム、2013年10月19日） - 徹宵番
- ゆうどきネットワーク→ゆうどき （2013年4月 - 2015年3月） - リポーター
- ワイルドライフ（BSプレミアム、不定期） - ナレーション
- プライムS Life of DAISEN（2015年2月27日）- ナレーション

### 大阪放送局時代（2015年度 - ）
- 目撃!日本列島 “釜ヶ崎芸術大学” 心の扉を開けて（ナレーション・2015年5月23日）
- 助けて!きわめびと（2015年4月4日 - 2017年3月18日）
- べっぴんさん1週間／5分でべっぴんさん（ナレーション・2016年10月9日 - 2017年4月2日）
- ごごナマ（大阪発「おいしい金曜日」司会・2017年4月7日 - 2017年8月4日）
- ハートネットTV（ナレーション・2012年4月 - ）〇
- 列島ニュース（2022年4月6日 - ）〇
- ニュース きん5時（石橋亜紗の代理キャスター・2022年7月29日、2023年7月28日、10月6日、12月15日）
- きょうの料理（大阪発司会・2023年4月7日 - ）〇